# 中間鱂脂鯉
中間鱂脂鯉（学名：Lebiasina intermedia）為輻鰭魚綱脂鯉目脂鯉亞目鱂脂鯉科的其一種，分布於南美洲巴西的淡水流域，體長可達10.7公分，棲息底中層水域，生活習性不明。
其种加词“intermedia”意为“中间的”。